# Phoebe Bridgers
Phoebe Lucille Bridgers (* 17. August 1994 in Ukiah, Kalifornien) ist eine US-amerikanische Indie-Rock-Musikerin. Sie ist sowohl solo aktiv als auch Mitglied der Bands Boygenius (mit Julien Baker und Lucy Dacus) und Better Oblivion Community Center (mit Conor Oberst).

## Leben
Phoebe Bridgers studierte Jazzgesang an der Los Angeles County High School for the Arts, konnte sich aber nie mit der Musikrichtung anfreunden. Stattdessen trat sie mit der Punkband Sloppy Jane auf und begann an ihrer Solokarriere zu feilen. Sie ist offen bisexuell.
2014 traf sie durch den gemeinsamen Bekannten Harrison Whitford Ryan Adams, der 2015 ihre Debüt-7’’ Killer über sein Label PAX AM als Teil seiner „7-Inch Series Tuesday“ veröffentlichte. Zu dieser Zeit wurden Bridgers und Adams ein Paar. Laut Bridgers hielt Adams weitere Musik der beiden, die sie zusammen aufgenommen hatten, zurück, als Bridgers den Musiker wegen missbräuchlichen Verhaltens verließ.
2016 spielte Bridgers eine Tour als Support für Julien Baker. 2017 unterschrieb sie beim Independent-Label Dead Oceans, wo sie am 22. September des gleichen Jahres ihr Debütalbum Stranger in the Alps veröffentlichte. Mit dem Lied Motion Sickness verarbeitete sie ihre emotional abhängige Beziehung zu Ryan Adams. 2019 machte sie zusammen mit sechs weiteren Musikerinnen im Rahmen der Me-Too-Bewegung ihre Vorwürfe gegenüber dem Sänger öffentlich.
Nach der Veröffentlichung des Albums trat sie unter anderem bei CBS This Morning auf. Mehrere Songs des Albums wurden für verschiedene Fernsehserien genutzt, so Safe at Home und Ask Me/Steamroller beispielsweise bei Switched at Birth, Georgia bei Castle, Smoke Signals bei Burden of Truth und Funeral bei Lethal Weapon.
2018 veröffentlichte sie zusammen mit Matt Berninger die Single Walking on a String für den Film Zwischen zwei Farnen, in dem sie auch mitspielte. Im gleichen Jahr gründete sie mit Julien Baker und Lucy Dacus das Projekt Boygenius, das 2018 eine selbstbetitelte EP veröffentlichte. 2019 folgte das Projekt Better Oblivion Community Center mit Conor Oberst.
2020 folgte ihr zweites Album Punisher, das am 18. Juni 2020 erschien. Es erreichte Platz 39 der deutschen Charts. Vorher war sie als Gast bei drei Songs auf dem Album Notes on a Conditional Form von The 1975 vertreten. Bei den Grammy Awards 2021 war Bridgers viermal nominiert: Als beste neue Künstlerin (Best New Artist) und für das beste Alternative-Album (Best Alternative Music Album) sowie mit Kyoto zum besten Rocksong (Best Rock Song) und zur besten Rock-Darbietung (Best Rock Performance). Sie konnte jedoch keinen der Preise gewinnen.
Seit 2017 veröffentlicht sie jährlich in der Vorweihnachtszeit eine Coverversion.
Im März 2023 wurde sie als eine von zwölf Frauen in die Liste der Women of the Year 2023 der Time aufgenommen.
Bei den Grammy Awards 2024 gewann sie zusammen mit SZA für den Song Ghost in the Machine in der Kategorie Beste Popdarbietung eines Duos / einer Gruppe, sowie in drei weiteren Kategorien mit der Band Boygenius.

## Diskografie

### Solo
Alben
- 2017: Stranger in the Alps (Dead Oceans, UK: Gold)
- 2020: Punisher (Dead Oceans)

EPs
- 2014: Killer (Eigenproduktion)
- 2016: Tour CD (Eigenproduktion)
- 2021: Copycat Killer (mit Rob Moose)

Singles
- 2014: Waiting Room
- 2015: Killer
- 2017: Smoke Signals
- 2017: Motion Sickness (UK: Gold, US: Gold)
- 2017: Funeral
- 2017: Have Yourself a Merry Little Christmas
- 2018: Scott Street (UK: Silber)
- 2018: Christmas Song
- 2018: The Gold (mit Manchester Orchestra, UK: Silber)
- 2019: 7 O’Clock News/Silent Night (feat. Fiona Apple und Matt Berninger)
- 2020: Garden Song
- 2020: Kyoto (UK: Silber)
- 2020: I See You
- 2020: Iris (mit Maggie Rogers als Phoebe & Maggie; Original: Goo Goo Dolls)
- 2020: If We Make It Through December
- 2020: I Know The End (UK: Silber)
- 2021: That Funny Feeling
- 2021: Day After Tommorow
- 2022: Sidelines
- 2022: So Much Wine
- 2022: My Misery Will Bury You

Singles als Gastmusikerin
- 2017: Zander Hawley – Until We Both Get Bored
- 2017: Storefront – Shame
- 2018: Lord Huron – The Night We Met
- 2019: Matt Berninger – Walking on a String
- 2020: Ethan Gruska – Enough for Now
- 2021: Paul McCartney – Seize the Day
- 2021: Taylor Swift – Nothing New (UK: Silber)
- 2022: Andrew Bird – I Felt a Funeral, In My Brain

Weitere Gastbeiträge
- 2015: Daylight auf I Wish I Was von Zander Hawley
- 2016: Do You Really Want to Not Get Better? auf Cody von Joyce Manor
- 2019: Jesseye ’Lizabeth auf Bobbie Gentry’s The Delta Sweete Revisited von Mercury Revisited
- 2020: Diverse auf Notes on a Conditional Form von The 1975
- 2021: Mountain Crystals auf at the end of the dream von Luminous Kid
- 2021: Runaway Horses auf Pressure Machine von The Killers
- 2021: Silk Chiffon auf Muna von Muna
- 2021: Atlantis auf A Pillar of Salt von Noah Gundersen
- 2021: Nothing New auf Red (Taylor‘s Version) von Taylor Swift
- 2022: Haligh, Haligh, A Lie, Haligh auf Fevers and Mirrors: A Companion von Bright Eyes
- 2022: Ghost in the Machine auf SOS von SZA
- 2023: This Isn’t Helping und Your Mind Is Not Your Friend auf First Two Pages of Frankenstein von The National
- 2023: Pegasus auf My Soft Machine von Arlo Parks
- 2023: Wasted auf Inflorescence von Rob Moose

Beiträge für Kompilationen
- 2021: Nothing Else Matters auf The Metallica Blacklist

### Mit Boygenius
- 2018: Boygenius (EP)
- 2023: The Record (Album)
- 2023: The Rest (EP)

### Mit Better Oblivion Community Center
- siehe Better Oblivion Community Center#Diskografie

## Auszeichnungen für Musikverkäufe
| Goldene Schallplatte - Belgien - 2021: für die Single The Night We Met - Brasilien - 2024: für die Single The Night We Met - Frankreich - 2019: für die Single The Night We Met - Neuseeland - 2023: für das Album Punisher 2× Platin-Schallplatte - Dänemark - 2024: für die Single The Night We Met - Italien - 2024: für die Single The Night We Met - Spanien - 2024: für die Single The Night We Met | 3× Platin-Schallplatte - Griechenland - 2024: für die Single The Night We Met 4× Platin-Schallplatte - Portugal - 2024: für die Single The Night We Met 6× Platin-Schallplatte - Neuseeland - 2024: für die Single The Night We Met |

Anmerkung: Auszeichnungen in Ländern aus den Charttabellen bzw. Chartboxen sind in ebendiesen zu finden.
| Land/RegionAuszeichnungen für Musikverkäufe (Land/Region, Auszeichnungen, Verkäufe, Quellen) | Silber     | Gold       | Platin       | Verkäufe  | Quellen              |
| -------------------------------------------------------------------------------------------- | ---------- | ---------- | ------------ | --------- | -------------------- |
| Belgien (BRMA)                                                                               | —          | Gold1      | —            | 20.000    | ultratop.be          |
| Brasilien (PMB)                                                                              | —          | Gold1      | —            | 20.000    | pro-musicabr.org.br  |
| Dänemark (IFPI)                                                                              | —          | —          | 2× Platin2   | 180.000   | ifpi.dk              |
| Deutschland (BVMI)                                                                           | —          | —          | Platin1      | 600.000   | musikindustrie.de    |
| Frankreich (SNEP)                                                                            | —          | Gold1      | —            | 100.000   | snepmusique.com      |
| Griechenland (IFPI)                                                                          | —          | —          | 3× Platin3   | 60.000    | Einzelnachweise      |
| Italien (FIMI)                                                                               | —          | —          | 2× Platin2   | 200.000   | fimi.it              |
| Neuseeland (RMNZ)                                                                            | —          | Gold1      | 6× Platin6   | 187.500   | radioscope.co.nz NZ2 |
| Portugal (AFP)                                                                               | —          | —          | 4× Platin4   | 40.000    | Einzelnachweise      |
| Spanien (Promusicae)                                                                         | —          | —          | 2× Platin2   | 120.000   | elportaldemusica.es  |
| Vereinigte Staaten (RIAA)                                                                    | —          | 3× Gold3   | 4× Platin4   | 5.500.000 | riaa.com             |
| Vereinigtes Königreich (BPI)                                                                 | 5× Silber5 | 3× Gold3   | Platin1      | 2.200.000 | bpi.co.uk            |
| Insgesamt                                                                                    | 5× Silber5 | 10× Gold10 | 25× Platin25 |           |                      |